# Пивара Тузла
Пивара Тузла је босанска пиварска компанија основана 1884. године, са седиштем у Тузли. Трећа је најстарија пивара у Босни и Херцеговини.

## Историја
Пивара Тузла је основана 1884. године под именом Прва парна пивара Долња Тузла, од стране Тасинга и Кохна, који су донели чешку технику варења пива пилснер.  Доласком аустроугарске власти на тузлански простор проширени су индустријски капацитети.
Пивара Тузла поседује и линију допунских производних програма инсталираних крајем деведесетих година, која се користи за производњу безалкохолних пића и минералне воде.

## Брендови
- Тузлански пилснер
- Ерстер пиво
- Црно Премиум пиво
- Радлер Премиум пиво
- Тузлански кисељак (минерална вода)
- Панонска Ледена (безалкохолно пиће)
- Лаганесе (сок)
- Феникс (енергетско пиће)